# Palpita indannulata
Palpita indannulata là một loài bướm đêm trong họ Crambidae.